# سیارک ۳۰۶۸
سیارک ۳۰۶۸ (به انگلیسی: 3068 Khanina، نامگذاری:1982YJ1) سه هزار و شصت و هشتمین سیارک کشف شده‌است که در ۲۳ دسامبر ۱۹۸۲ کشف شد.
قدر مطلق سیارک برابر ۱۳٫۲۰ است.